# Bert (Francja)
Bert – miejscowość i gmina we Francji, w regionie Owernia-Rodan-Alpy, w departamencie Allier.

## Demografia
Według danych na rok 1990 gminę zamieszkiwało 315 osób, a gęstość zaludnienia wynosiła 13 osób/km². W styczniu 2015 r. Bert zamieszkiwało 258 osób, przy gęstości zaludnienia wynoszącej 10,6 osób/km².